# Cykarzew
Cykarzew – osada w Polsce położona w województwie śląskim, w powiecie częstochowskim, w gminie Mykanów.

## Historia
Wieś historycznie należy do ziemi wieluńskiej. Ma metrykę średniowieczną i istnieje co najmniej od XV wieku. Wymieniona w dokumentach zapisanych w latach 1422, 1440 w języku łacińskim jako Czikarzow, Czyrarzow .
Miejscowość była wsią duchowną i należała do kleru. Wspomniały ją historyczne dokumenty prawne, własnościowe i podatkowe. W latach 1411–22 arcybiskup Mikołaj Trąba nadał kościołowi w Moskarzewie dziesięcinę z Cykarzewa. Około 1470 roku wieś stała się uposażeniem klasztoru klarysek w Krakowie. Mieszkańcy płacili czynsz od 20 łanów. Pobierano od nich również płatność w naturze. W miejscowości funkcjonowały także 3 karczmy z rolami, które płaciły po jednej grzywnie. Mieszkali tu także jeden zagrodnik płacący częściowo wiardunkiem, a częściowo trzydniową robocizną w roku. Miejscowy młyn z rolą płacił kościołowi w Moskarzewie 3 grzywny dziesięciny snopowej oraz kontyngent o wartości do 8 grzywien. W 1520 roku odnotowano też miarę dziesięciny snopowej pobieranej we wsi od kmieci oraz z ról młyńskich .
W końcu XVI wieku położona była w powiecie wieluńskim ziemi wieluńskiej województwa sieradzkiego.
W czasie okupacji niemieckiej mieszkająca we wsi rodzina Szlamów udzieliła pomocy Rózi, Czesławie, Mordechajowi i Mosze Lichter. W 1988 roku Instytut Jad Waszem podjął decyzję o przyznaniu Mariannie i Stanisławowi Szlama oraz Stanisławie Włodarz z d. Szlama tytułu Sprawiedliwych wśród Narodów Świata